# Pantana infuscata
Pantana infuscata är en fjärilsart som beskrevs av Matsumura 1921. Pantana infuscata ingår i släktet Pantana och familjen tofsspinnare. Inga underarter finns listade i Catalogue of Life.